# A Moment of Stillness
A Moment of Stillness – trzeci album (pierwsza EP) irlandzkiej grupy muzycznej God Is an Astronaut.

## Lista utworów
Wydanie z 2006 roku:
1. Frozen Twilight – 6:20
2. A Moment of Stillness – 4:47
3. Forever Lost (Reprise) – 5:37
4. Elysian Fields – 3:25
5. Crystal Canyon – 2:00

## Twórcy
Torsten Kinsella - kompozytor, gitary, klawisze, wokal